# Lac D'Iberville
Lac D'Iberville är en sjö i Kanada.   Den ligger i regionen Nord-du-Québec i provinsen Québec, i den östra delen av landet, 1 200 km norr om huvudstaden Ottawa. Lac D'Iberville ligger 317 meter över havet. Arean är 151 kvadratkilometer.
Trakten runt Lac D'Iberville är nära nog obefolkad, med mindre än två invånare per kvadratkilometer.